# 672 a.C.

## Eventos
- 27a olimpíada: Euribo de Atenas, vencedor do estádio [1]